# Oenospila glaucilinea
Oenospila glaucilinea là một loài bướm đêm trong họ Geometridae.